# Oujok
Oujok (en ukrainien : Ужок) est une ville de l'Ukraine de l'oblast de Transcarpatie. Elle se trouve dans le Parc national de l'Ouj.

## Géographie
Traversé par la rivière Ouj, le village est surplombé par le col d'Oujok.

## Le cimetière militaire d'Oujok
Il commémore les victimes de la Grande Guerre, il est classé comme monument national ukrainien.

## Église de l'archange Michel d'Oujok
L'église de l'archange Michel est bâtie à Oujok en 1745 avec une sacristie en brique, elle est classée comme monument national ukrainien.

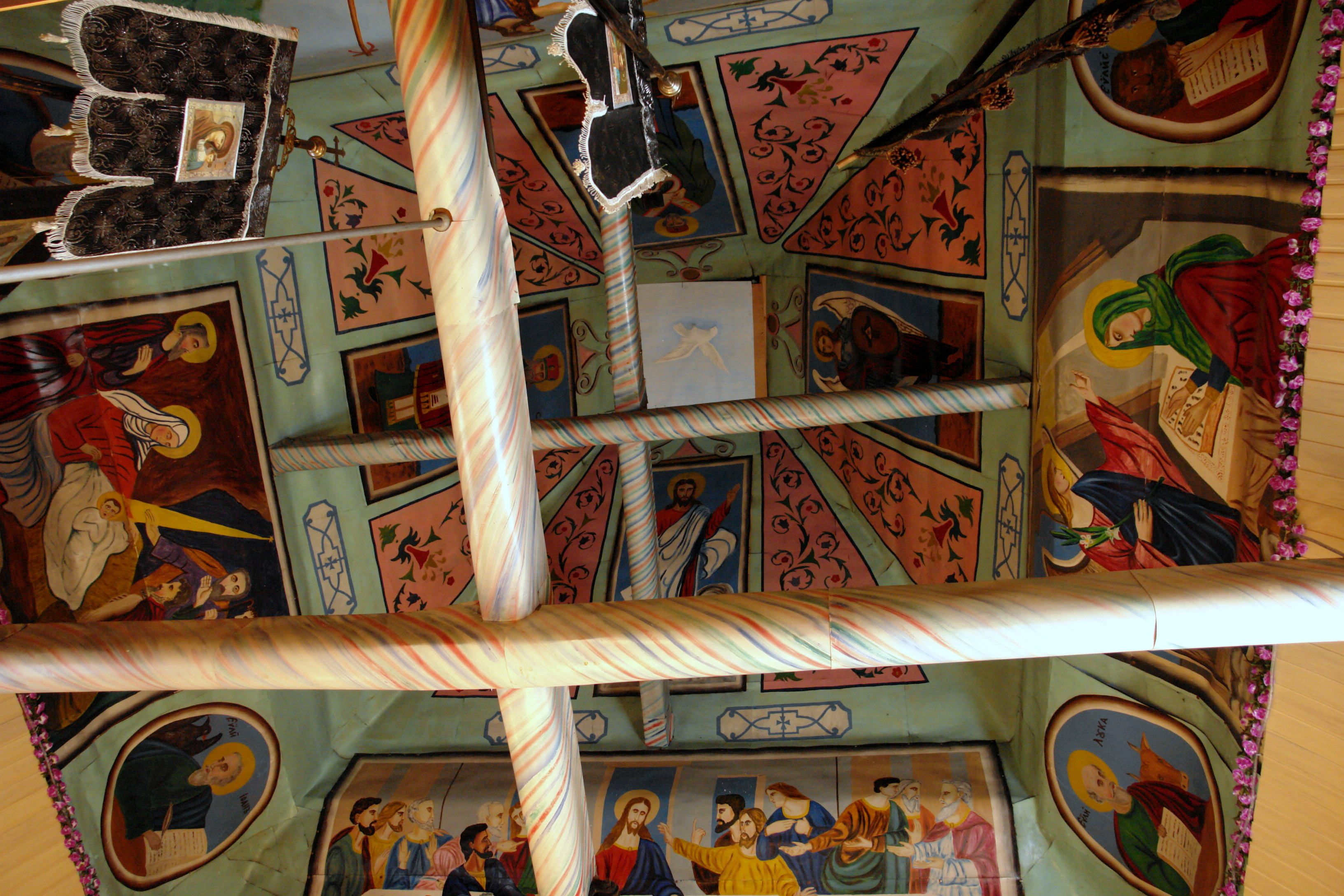
Plafond du clocher
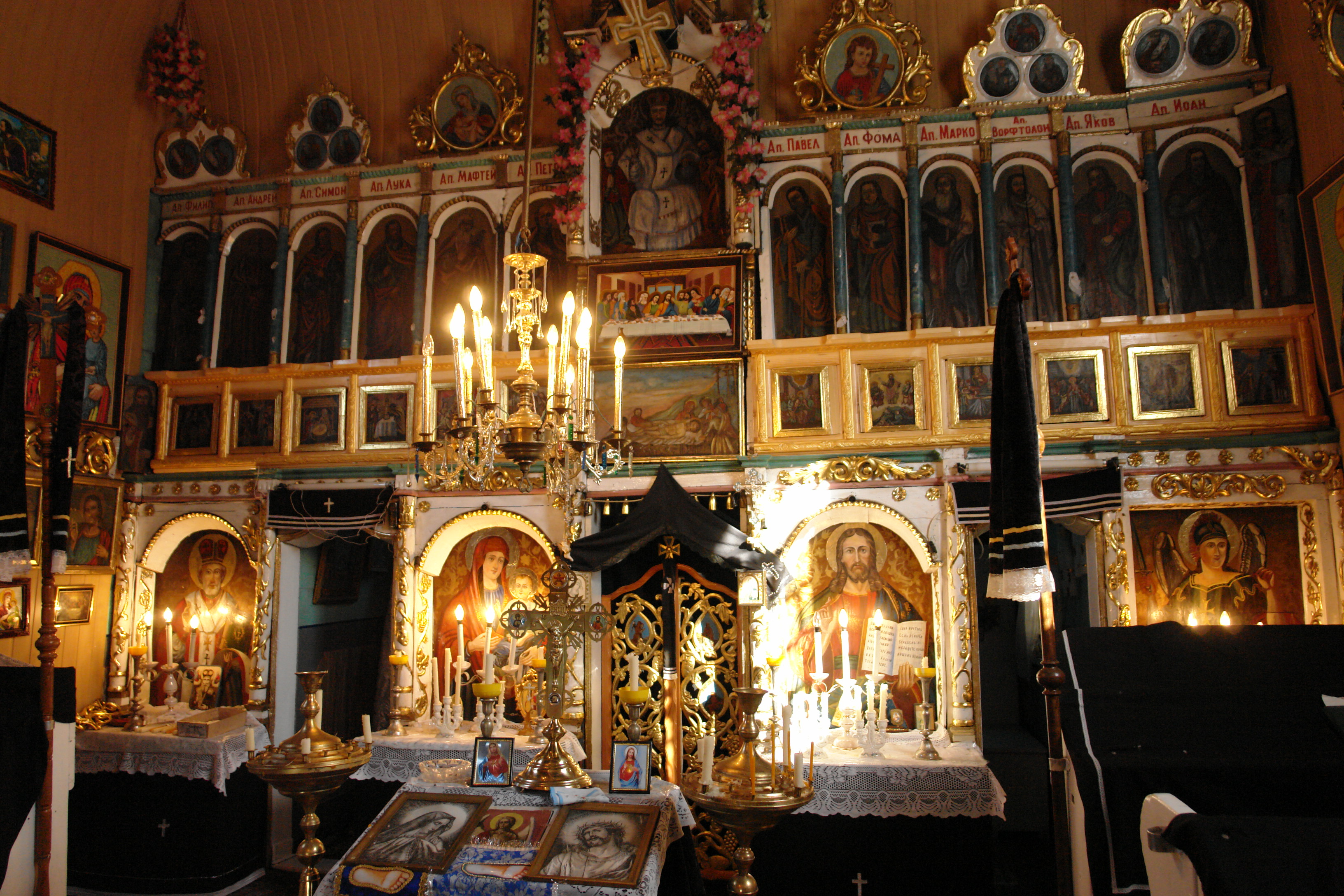
iconostase
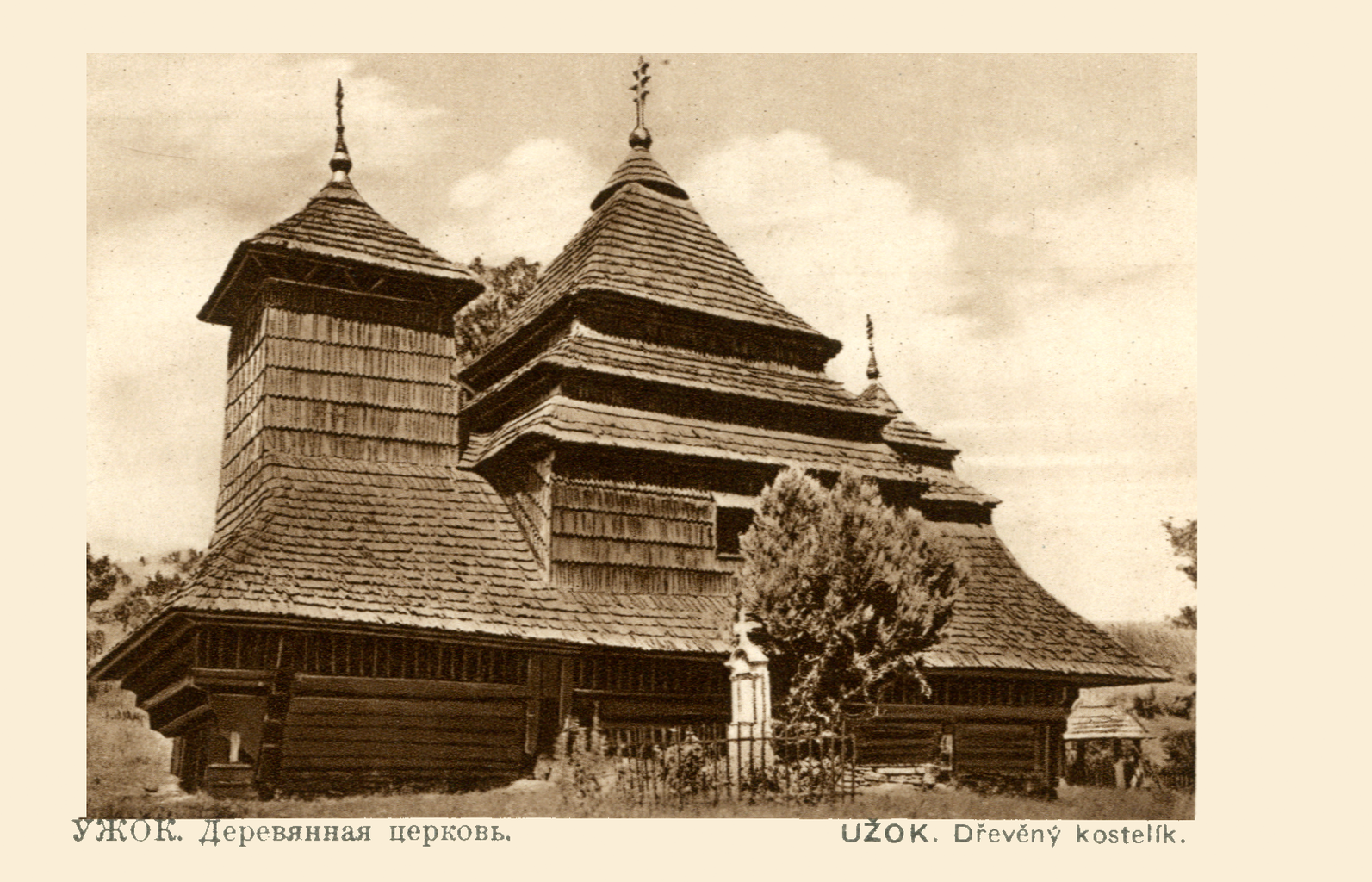
en 1919.